# Brayan Rojas (Leichtathlet)
Brayan Rojas (* 12. September 1997) ist ein kolumbianischer Hürdenläufer, der sich auf die 110-Meter-Distanz spezialisiert hat.

## Sportliche Laufbahn
Erste internationale Erfahrungen sammelte Brayan Rojas im Jahr 2022, als er bei den Juegos Bolivarianos in Valledupar in 14,06 s die Silbermedaille über 110 m Hürden hinter seinem Landsmann Fanor Escobar gewann. Anschließend belegte er bei den Südamerikaspielen in Asunción in 14,10 s den vierten Platz. Im Jahr darauf gewann er bei den Südamerikameisterschaften in São Paulo in 13,72 s die Silbermedaille hinter dem Brasilianer Eduardo de Deus und 2024 musste er sich bei den Hallensüdamerikameisterschaften in Cochabamba mit 7,74 s nur de Deus sowie dem Chilenen Martín Sáenz über 60 m Hürden geschlagen geben.

## Persönliche Bestleistungen
- 110 m Hürden: 13,67 s (−0,4 m/s), 3. Juni 2023 in Salamanca
  - 60 m Hürden (Halle): 7,74 s, 28. Januar 2024 in Cochabamba